# Ан Джон Хван
Ан Джон Хван (кор. 안정환; нар. 27 січня 1976, Пхаджу) — південнокорейський футболіст, що грав на позиції нападника.
Виступав, зокрема, за клуб «Перуджа», низку азійських команд, а також національну збірну Південної Кореї.

## Клубна кар'єра
У дорослому футболі дебютував 1998 року виступами за команду клубу «Деу Ройялс», в якій провів два сезони, взявши участь у 54 матчах чемпіонату.
Своєю грою за цю команду привернув увагу представників тренерського штабу італійського клубу «Перуджа», до складу якого приєднався на умовах оренди 2000 року. Відіграв за клуб з Перуджі наступні два сезони своєї ігрової кар'єри.
Згодом з 2002 по 2008 рік грав у складі команд японських клубів «Сімідзу С-Палс», «Йокогама Ф. Марінос», в Європі за «Мец» і «Дуйсбург», а також на батьківщині за «Сувон Самсунг Блювінгз» та «Пусан Ай Парк».
Завершив професійну ігрову кар'єру в китайському клубі «Далянь Шиде», за команду якого виступав протягом 2009—2011 років.

## Виступи за збірну
У 1997 році дебютував в офіційних матчах у складі національної збірної Південної Кореї. Протягом кар'єри у національній команді, яка тривала 14 років, провів у формі головної команди країни 71 матч, забивши 17 голів.
У складі збірної був учасником розіграшу Золотого кубка КОНКАКАФ 2000 року у США, чемпіонату світу 2002 року в Японії і Південній Кореї, кубка Азії з футболу 2004 року у Китаї, чемпіонату світу 2006 року у Німеччині, чемпіонату світу 2010 року у ПАР.

## Титули і досягнення
- Володар Кубка південнокорейської ліги (1):

«Пусан Ай Парк»: 1998
- Чемпіон Японії (1):

«Йокогама Ф. Марінос»: 2004
Збірні
- Переможець Кубка Східної Азії: 2003